# Lidia Kataryńczuk-Mania
Lidia Ewa Kataryńczuk-Mania – polska pedagog, dr hab., profesor uczelni Instytutu Pedagogiki Wydziału Pedagogiki, Psychologii i Socjologii Uniwersytetu Zielonogórskiego.

## Życiorys
W 1978 ukończyła studia wychowania muzycznego w Wyższej Szkole Pedagogicznej im. Tadeusza Kotarbińskiego w Zielonej Górze, 1 marca 1995 obroniła pracę doktorską Wpływ zajęć umuzykalniających na wychowanie społeczno-moralne dziecka 6-letniego, następnie uzyskała stopień doktora habilitowanego. Została zatrudniona na stanowisku adiunkta w Zakładzie Edukacji Wczesnoszkolnej i Historii Wychowania na Wydziale Pedagogiki, Socjologii i Nauk o Zdrowiu Uniwersytetu Zielonogórskiego i wykładowcy w Instytucie Humanistycznym Państwowej Wyższej Szkole Zawodowej w Głogowie.
Jest profesorem uczelni w Instytucie Pedagogiki na Wydziale Pedagogiki, Psychologii i Socjologii Uniwersytetu Zielonogórskiego.